# Pagine della vita
Pagine della vita   (Páginas de la vida) è una telenovela peruviana trasmessa da Panamericana Televisión nel 1984. 

## Distribuzione
In Italia la telenovela è andata in onda su Euro TV nella stagione televisiva 1986/1987.

## Trama
È la storia di María del Pilar, una giovane donna che studia e lavora come infermiera, la sua vita cambierà quando sarà assunta dalla ricca famiglia di El Pinar, si prenderà cura di Rosa, moglie di Giancarlo, che incontrandola si innamora di lei, María del Pilar sarà anche attratta da Giancarlo.
Ma nella casa vive la sorella di Rosa, Teresa che sente un amore ossessivo per suo cognato, questo farà sì che Teresa usi tutti i mezzi per stare con suo cognato sarà in grado di uccidere María del Pilar rimarrà incinta, alla nascita il suo bambino scomparirà misteriosamente. questo aggiunto alla strana morte di Rosa si è scoperto che è morta avvelenata che Teresa convincerà tutti che sia stata María del Pilar a ucciderla, la ragazza sarà ingiustamente imprigionata e condannata a 20 anni di carcere. La vita sarà difficile in prigione dove incontrerà e sarai aiutato Don Mario, ex amico e compagno di Giancarlo, che crede nella sua innocenza.
Dopo essere stata rilasciata, María inizierà una nuova vita essendo l'erede di Don Mario, che morirà sarà il proprietario di un Boite, d'altra parte, la famiglia Pinar tornerà in Perù. Giancarlo ora è sposato con Teresa con cui ha 2 figli uno di sua sorella e l'altro è un segreto.
Maria finalmente saprà che suo figlio non è morto e Teresa l'ha derubata, il male di Teresa verrà scoperto che è stata lei a uccidere sua sorella.
La felicità verrà a Maria.

## Sigla TV
Per l'edizione italiana  è stato utilizzato il bramo  Ragazzo solo  di Maria Nazionale.